# 무슬림 여성
무슬림 여성(아랍어: مسلمات Muslimāt, 단수형 مسلمة Muslimah)의 경험은 이슬람이 세계 각 지역에 도입되기 전부터 존재했던 문화와 가치관 때문에 사회마다 매우 다르다. 동시에 이슬람에 대한 그들의 고수는 그들의 삶에 다양한 영향을 미치는 공통된 요소이며, 무슬림 여성들 사이의 광범위한 문화적, 사회적, 경제적 차이를 메우는 데 도움이 될 수 있는 공통된 정체성을 부여한다.
이슬람 역사에서 여성의 사회적, 법적, 정신적, 우주적 지위를 정의하는 데 중요한 역할을 한 영향에는 이슬람의 경전인 쿠란, 이슬람 예언자 무함마드와 그의 동료들에게 귀속된 행위와 경구에 관한 전통인 하디스, 법 문제에 대한 학문적 합의(명시적 또는 암묵적)인 이즈마가 있다. 키야스(qiyās)는 쿠란과 순나(sunnah) 또는 예언적 관습의 법규가 이 두 가지 입법 출처에서 명시적으로 다루지 않는 상황에 적용되는 원칙이다. 파트와(fatwā)는 종교적 교리나 법적 관점에 대한 구속력이 없는 공표된 의견이나 결정이다.
이슬람 이전의 문화적 전통, 이슬람의 계율과 직접적으로 모순되지 않는 한 이슬람에서 온전히 수용되는 세속법, 인도네시아 울라마 위원회와 터키 디야넷(diyanet)과 같은 정부 통제 기관을 포함한 종교 당국, 그리고 이슬람 신비주의나 수피즘에서 특히 두드러지는 영적 스승들이 영향을 미쳤다. 중세 무슬림 철학자 이븐 아라비를 포함한 후자 중 다수는 이슬람에서 여성적 원리의 형이상학적 상징성을 설명하는 문헌을 직접 저술했다.

## 같이 보기
- 축첩
- 이슬람 여성주의
- 샤리아